# 白皮杉醇
白皮杉醇（英語：Piceatannol，也称为3,5,3',4'-四羟基二苯乙烯，3',4',3,5-Tetrahydroxystilbene）是一种芪类化合物，是白藜芦醇的结构类似物，其糖苷白皮杉醇葡萄糖苷（Astringin）
可在歐洲雲杉（学名：Picea abies）等植物中发现。